# Antonio Gonzalo Lindín
Antonio Gonzalo Lindín   (Oviedo, 2 de juliol de 1920 - Tarragona, 1999) va ser un pintor. Resideix a la seva ciutat natal fins al 1928 quan es trasllada a viure a Tarragona amb els seus pares.

## Context artístic
Gonzalo Lindín neix al mateix any que mor Modigliani, un artista que va formar part de l'Escola de París. En aquella època és quan sorgeix el grup De Stijl amb Mondrian i amb el neoplasticisme, es comença a gestar el manifest constructivista, també apareix la Bauhaus. El 1928, quan Gonzalo Lindín va a viure a Tarragona, André Breton presenta el seu Manifest del Surrealisme i Luis Buñuel i Salvador Dalí estrenen la seva pel·lícula Un chien andalou.

## Vida i obra
A la seva ciutat natal comença a introduir-se en el món de la pintura, gaudint aquesta d'una lluminositat espectacular que encara s'accentua més quan va a viure a Tarragona amb la seva família als vuit anys. El 1935 ingressa a l'Escola – Taller de Pintura i Escultura de la Generalitat de Catalunya sense tenir l'edat mínima requerida; quan per fi hi pot accedir oficialment, la seva pintura es comença a centrar-se en els paisatges i ressalta l'entusiasme i la passió que sentia en aquell moment. A l'Escola - Taller hi va tenir companys artistes amb els mateixos objectiu que ell, millorar els seus coneixements i madurar com a professional en el món de l'art, uns dels seus companys van ser Maria Teresa Ripoll, Marià Bofarull, CLaustre Panadès, Ramon Vives, Rosa LLauradó, Josep Busquets, Josep Calaf Genovés i Josep Sarobé Castelló. Els professors més importants que va tenir Gonzalo Lindín foren: Joan Rebull en escultura, Josep Maria Capdevila en història de l'art, i el més important, Ignasi Mallol, un dels promotors de l'Escola d'Art de Tarragona.
Els lligams d'estils entre Ignasi Mallol i Gonzalo Lindín van ser molt forts, aquest es va veure molt influenciat per part del seu mestre en el camp de la paisatgística i va haver d'esforçar-s'hi molt per trobar un camí propi i en fer que la seva pintura no fos una mera imitació del seu antic professor. A partir d'aquesta base va creant un paisatge més personal i cada vegada més abstracte i essencialista.
Quan comença la Guerra Civil Espanyola l'artista és reclutat per l'exèrcit de la República. La seva pintura després de la guerra porta la marca del seu mestre, un classicisme apassionat però alhora reflexiu i que de mica en mica es va tornant a encaminar cap a un impressionisme tardà.

Estudi a Tarragona ciutat.

L'any 1946, amb l'ajuda de l'alcalde del moment, Enric Olivé Martínez, s'obren les portes d'una nova entitat, l'Escola d'Art de Tarragona i Gonzalo Lindín hi aconsegueix una plaça com a professor de dibuix i pintura, circumstància que li va permetre donar un nou rumb al seu treball inspirat pels seus professors i influenciat per l'ambient d'innovació que es respirava en aquell moment a les comarques tarragonines. Deu anys més tard desenvolupa la seva etapa anomenada “un primer grau d'abstracció física” on incideix en aspectes més objectius, el seu paisatge comença un procés essencialista o eidètic i perd els aspectes anecdòtics, de manera que podríem dir que s'esdevé una “rehabilitació de la poètica de la Generació del 98”.
El 1951 exposa al Centre de Lectura de Reus, mostra que el dona a conèixer per tota la comarca i el país. Les obres de l'exposició es troben en una zona intermediària entre extrems antagònics com són la realitat i la idealitat o la figuració i l'abstracció. La línia que marca en aquesta exposició serà la que seguirà durant la resta de la seva producció artística. Alguns crítics d'art van denominar la seva obra com una “singular indecisió” pel contrast d'oposats.

El seu primer estudi a Cornudella, Barcelona.

Sobre l'obra de Gonzalo Lindín cal destacar la concepció d'un paisatge que es du a terme des d'una “sensitiva aprehensió” que permet la síntesi harmoniosa entre intuïció i concepte. També és important posar èmfasi respecte a l'execució de la seva obra que transpira un moviment projectiu, el del pintor vers el quadre, amb tota la força i la intencionalitat d'aquell que manté una actitud artística pròxima a l'existencialisme de Miguel de Unamuno.

### Agrupacions
Cap a l'any 1952 la seva visió del món de l'art va canviar i es va dedicar a participar en diversos grups per compartir les seves idees i debatre sobre temes d'art, un d'aquest grup és el Grup dels Dimecres, un grup que també organitzava exposicions de caràcter reformista. Aquest grup va sorgir a Tarragona i es reunien setmanalment per parlar sobre art. En el grup no només hi havia els artistes que exposaven sinó que també hi participaven afeccionats al món de l'art com ara el periodista i dibuixant Antoni Alasà, el professor de dibuix de l'institut Isidre Valentines, els impressors Joan Gavaldà i Ramon Gavaldà entre d'altres.
El Grup dels Dimecres es va donar a conèixer mitjançant una exposició l'any 1952 i seguidament una altra mostra l'any 1953, aquestes exhibicions es van celebrar al Sindicat d'Iniciativa de Tarragona i hi varen exposar els següents artistes: Lluís Arola, Antoni Centellas, Sadurní Garcianguera, Gonzalo Lindín, Jordi Ramos i Lluís M. Saumells.
A finals de la dècada dels 50 Gonzalo Lindín, després de tota la seva trajectòria artística i molts viatges i premis a l'esquena, participa en la creació d'un grup anomenat el “Cercle de Pere Johan” juntament amb el gran aquarel·lista i paisatgista Josep Burdeus, artista que també va fundar el grup Amics de l'Art. El Cercle de Pere Johan era una agrupació que tenia com a premissa l'exigència de la llibertat política i artística contraposant-se a l'academicisme.
Els integrants del Cercle de Pere Johan també participaven en exposicions organitzades per Enric Baixeras, crític d'art molt influent del moment. Una de les exposicions que destaca és la que es va dur a terme l'any 1961 a la nova seu de la Llibreria Guàrdias, situada a la Rambla Nova de Tarragona al número 48. L'exposició del Cercle de Pere Johan es va titular "Tarragona vista pel Cercle de Pere Johan" i va ser presentada pel crític Enric Baixeras, les obres que s'hi van presentar formaven part d'artistes propis de Tarragona com ara Maria Teresa Oliva, Josefa Miró, Gonzalo Lindín, Sadurní Garcianguera, Nicolau Amate, Jordi Ramos, Hermini Sentís, Jordi Secall, Porqueras, Durant, Pascual Fort, Antoni Centellas, Josep Burdeus, Enric Pinet, Santiago Montagut, Tomàs Forteza i Tomàs Olivar. La majoria d'aquests artistes havien format part del Grup dels Dimecres, impulsat per Enric Baixeras.

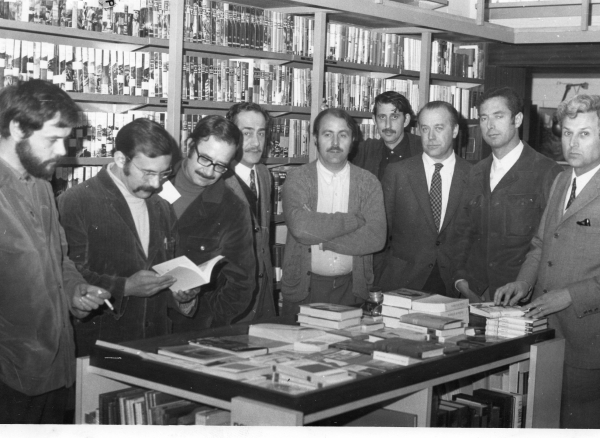
Fotografia amb els artistes pertanyents al Grup de Tarragona, reunits a la Llibreria de la Rambla, Tarragona, any 1970

“Els artistes del Cercle de Pere Johan que avui exposen les seves obres, són tots ells, artistes actuals i estan interessats per l'art dels nostres dies. Potser poca cosa més tenen de comú. Això si, estan d'acord que l'art, per valer com a tal, ha d'ésser abocat sobre la vida. Ni es conformen a només esgrimir una tècnica, la millor que fos, ni pretenen elucubrar prenent un punt de partida, un fum intel·lectual. Aquest moviment, aquest gest de tenir les eines a les mans hàbils, i abocar-se damunt la vida, té un sentit. És el moviment propi de l'artista. És un gest d'alliberament. L'ofici, sol, ofega; l'artista s'allibera per la dimensió espiritual del seu art, per la seva humanització, paraula que inclou un concepte cristià total”.
El nostre artista també va formar part del Grup de Tarragona (1970 – 1972), un grup format per ell mateix més altres artistes com ara Alfons Parra, Ramon Ferran, Jordi Secall, Mariano Rubio, Luis Moret i Pascual Fort. Gràcies a aquest grup d'artistes es va aconseguir potenciar l'art contemporani dins de la ciutat de Tarragona. Eren set artistes que juntament amb el pintor Emili Alba i el crític d'art reconegut Enric Baixeras varen desenvolupar noves formes estètiques inspirades al mateix temps per tendències pop figuratives i informalistes com ara la pintura, el gravat i l'esmalt.
L'activitat del grup no només era artística sinó que també va agafar un caire social, es reunien per debatre temes relacionats amb el món de l'art en aquell moment, ja fos a Tarragona mateix o a la ciutat de Reus. Van poder exposar a l'espai dedicat a l'art que hi havia disponible a la Llibreria de la Rambla de Tarragona i de mica en mica van passa a ser els punts de referència de les noves expressions culturals de l'època.

## Estil

Pintura que representa l'Amfiteatre de Tarragona, 1957

És un artista que no es conforma amb el fet que es pugui accedir al misteri de les seves obres des de la simple aparença. Els seus paisatges són plens de significats sensibles. L'artista, amb els seus paisatge, pretén captar una veritat humana i artística i per aquest motiu cal reconèixer que l'home és alguna cosa més que un simple personatge i que l'obra d'art no es pot qualificar tan sols d'objecte qualsevol.
El seu llenguatge gaudeix d'una màxima expressivitat i es pot dir que la seva obra són poemes pictòrics, trobant la semblança amb les predicacions de Franz Marc quan deia que l'home vol ser un poeta en temps de penúries. La seva obra s'ha de veure per poder ser compresa com si fos un poema simfònic.
L'estil de Gonzalo Lindín no només ve donat pel seu mestre Ignasi Mallol sinó que també hi trobem referències d'artistes més anteriors com ara Henri Matisse, en què els postulats artístics d'ambdós es troben en el fauvisme; és en aquest punt quan el nostres artista, Gonzalo Lindín, abandona els indicis matemàtics que aixafaven el vitalisme propis dels fauvistes.

### Paisatge

Paisatge abstracte, 1990

La seva relació amb la temàtica de la paisatgística comença quan ingressa oficialment com a alumne a l'Escola – Taller de Pintura i Escultura de la Generalitat de Catalunya, allí realitza una tipologia de paisatges en els que traspua el seu entusiasme per la vida. Va ser gràcies a Ignasi Mallol que va conèixer els paisatges de Cornudella i que tant el van marcar en la seva trajectòria.
En l'etapa en que treballa com a professor a l'Escola d'Art de Tarragona, cap al 1947, el seu paisatge agafa un rumb que el porta a l'abstracció i a la recerca dels essencials al mateix temps que perd la part anecdòtica. A partir d'aquesta fase pren importància l'expressió de l'existencialisme i la part subjectiva aplicada sobre la naturalesa i aquesta esdevé més profunda i pren un aspecte més universalitzador.
L'any 1954 el seu nom ja comença a ressonar en les ments dels il·lustrats barcelonins gràcies a la seva exposició a la Galeria Jaimes on hi porta els seus paisatges més representatius de la seva obra. Allí Enric Baixeras queda impactat pels “valores desnudamentes plásticos” i per la “pureza de lo artístico” i també per “la tensión empleada para conseguir el equilibrio en la organización del cuadro ”. L'obra de Gonzalo Lindín no pretén copiar la naturalesa sinó que el seu objectiu és interpretar-la segons el seu criteri i explicar-la al receptor. L'art de Gonzalo Lindín, com tot art, és fill del seu temps, però ell deixa aflorar el que porta dins del seu interior encara que condicionat sempre per la petjada del context històric i social.
A principis de la dècada dels 60 Gonzalo Lindín afegeix al seu afany natural de síntesi una ànsia per destacar en els paisatges l'esquema essencial i ho aconsegueix abandonant el que és accidental o un accessori. Al mateix temps transcendeix el que és merament fenomènic, i deixa al descobert el mateix cor del paisatge i les estructures profundes de la realitat, les quals ara les capta amb la mística pitagòrica de les proporcions sagrades i com si cerquessin la perfecció de la “secció àuria”. Gairebé en tota l'època dels seixanta la seva recerca es va basar al voltant d'aquesta idea que es va mostrant en tots els seus angles.

### Abstracció poètica

Gonzalo Lindín al seu estudi mostrant un dels seus paisatges majestuosos.

És l'etapa que assoleix el nostre artista en la seva maduresa, a principis dels anys 70, es dedica a buscar allò que la representació havia oblidat, la poètica. Cada un dels seus quadres és una perspectiva que s'emmarca progressivament. En la pintura de Gonzalo Lindín el que tindrà més importància no serà el color o la tècnica sinó que se centrarà en el valor profund del paisatge posant accent en les qüestions extremes.
La seva proposta pictòrica en l'última etapa trenca amb els esquemes que havia forjat anteriorment, ja que mostrava una perspectiva de l'essència de la natura, el paisatge des de la seva gènesi geogràfica. La seva obra té nervi i una tendència universalitzadora xocant, per això crea tant furor en el món de l'art, la seva obra engloba tots els punts de vista de la natura. La seva abstracció ha assolit la idea, s'acosta a una espècie d'hipernatura i hi aprofundeix per descobrir-ne el misteri que amaga.
Àfrica Guzman diu, sobre els paisatges de Gonzalo Lindín, al Diari de Tarragona les següents paraules: “Retoma el paisaje, una vez más, un paisaje que ha perdido su evidencia, pero que se siente, se palpa.”

## Premis[19]
- 1946 Primer premi “Medalla Tapiró” de l'Excma. Diputació de Tarragona.
- 1948 Primer premi de Paisatge al III Concurs Provincial de Pintura de Tarragona.
- 1952 Primer Premi “Medalla Tapiró” de l'Excma. Diputació de Tarragona.
- 1953 Menció Honorífica a la Biennal d'Art de Montblanc.
- 1954 Segon Premi al Saló d'Art Provincial Contemporani, de l'Ajuntament de Tortosa.
- 1955 Premi “Ministeri de Cultura de la República del Brasil”, a la III Biennal d'Art Hispano – Americà de Barcelona.
- 1956 Primer Premia a la II Biennal d'Art de Montblanc.
- 1962 Segon Premi al Concurs Internacional de Pintura de Granollers.
- 1970 Primer Premi al Concurso Nacional de Paisatge de la “Fundació Estrada-Saladich” de Barcelona.
- 1970 Premi “Senyal 70” de la Crítica d'Art de Barcelona.
- 1970 Accèssit a la Biennal Nacional de Pintura de Saragossa.
- 1972 Medalla d'Or al Concurs Nacional de Pintura de la Diputació de Tarragona.
- 1973 Primer Premi de Pintura “Ciutat de Barcelona”.

## Exposicions individuals[20]
- 1945 Tarragona: Sala d'Exposicions Sindicat d'Iniciativa (16 – 25 de juny)
- 1946 Reus: Centre de Lectura (5 – 13 de gener).
- 1948 Tarragona: Sala d'Exposicions Sindicat d'Iniciativa (18 – 25 de desembre).
- 1949 Reus: Centre de Lectura (15 – 24 d'abril).
- 1949 Andorra la Vella: Saló del Molt Honorable Quert (6 – 8 d'agost).
- 1951 Tortosa: Cercle Artístic (6 – 15 d'octubre).
- 1952 Vilafranca: Museu de Vilafranca (mes d'abril).
- 1953 Valls: Sala d'Exposicions Escola Treball (22 – 30 d'abril)
- 1954 Tortosa: Cercle Artístic (5 – 15 de març).
- 1954 Barcelona: Galeria d'Art “Jaimes” (15 – 23 de maig).
- 1964 Tarragona: Galeria d'Art “Fort” (15 – 31 d'agost).
- 1970 Barcelona: Galeries Syra (9 – 22 de gener).
- 1971 Barcelona: Galeries Syra (19 de novembre – 2 de desembre).
- 1972 Tarragona: Sala “Llibreria La Rambla” (22 d'abril – 5 de maig).
- 1974 Tarragona: Sala “Llibreria La Rambla” (18 – 31 de maig).
- 1974 Barcelona: Galeria Nartex (25 de setembre – 21 d'octubre).
- 1977 Tarragona: Sala “Llibreria La Rambla” (14 – 28 de maig).
- 1978 Salou: Torre Vella de Salou (14 – 28 de maig).
- 1982 Tarragona: Sala “Caixa de Pensions” (30 d'abril – 15 de maig).
- 1985 Tarragona: Sala “Caixa de Pensions (7 – 27 de febrer)
- 1989 Tarragona: Sala de Tarragona de “Caixa Barcelona” (22 de setembre – 29 d'octubre).

## Exposicions col·lectives[20]
- 1942 Exposició d'Artistes Tarragonins.
- 1943 Exposició Nacional d'E. y D. Madrid.
- 1944 Exposició Medalla Tapiró. Tarragona.
- 1946 Exposició Medalla Tapiró. Tarragona.
- 1948 Concurs Provincial de Pintura. Tarragona.
- 1949 I Exposició d'Artistes Tarragonins.
- 1949 I Fira d'Art. Tarragona.
- 1950 II Fira d'Art. Tarragona.
- 1951 Exposició Municipal de Belles Arts. Barcelona.
- 1952 Exposició “Grup del Dimecres”. Tarragona.
- 1952 Exposició Medalla Tapiró. Tarragona.
- 1953 I Biennal d'Art de Montblanc.
- 1953 Exposició Municipal de Belles Arts. Barcelona.
- 1953 Exposició “Grup dels Dimecres”. Tarragona.
- 1954 Saló Provincial d'Art Contemporani. Tortosa.
- 1954 Exposició d'Artistes Tarragonins. Tarragona.
- 1955 VIII Saló d'Octubre. Barcelona.
- 1955 III Biennal d'Art Hispano – Americà. Barcelona.
- 1956 IX Saló d'Octubre. Barcelona.
- 1956 II Biennal s'Art. Montblanc.
- 1959 Exposició “Cercle Pere Johan”. Reus.
- 1960 Montblanc a través de les obres pintades a la Biennal. Barcelona.
- 1960 exposició “Cercle Pere Johan”. Reus.
- 1960 Exposició “Cercle Pere Johan”. Tarragona.
- 1961 Exposició “Tarragona vista pels seus artistes”. Tarragona.
- 1962 Exposició Internacional de Pintura. Granollers (Barcelona).
- 1962 Saló de Nadal. Reus.
- 1963 Exposició Internacional de Pintura. Granollers (Barcelona).
- 1964 Exposició Nacional de Belles Arts. Madrid.
- 1964 Concurs Internacional de Dibuix “Anglada Guillot”. Barcelona.
- 1967 Exposició “Concurs Maria Vilaltella”. Lleida.
- 1968 Concurs Nacional de Pintura. Terrassa (Barcelona).
- 1968 Exposició “Concurs Maria Vilatella”. Lleida.
- 1968 Concurs Nacional Medalla Tapiró. Tarragona.
- 1969 Exposició “IX Medalla Maria Vilatella”. Lleida.
- 1969 Exposició “VIII Concurs de Pintura Sant Pol de Mar”. Barcelona.
- 1970 Exposició Artistes Tarragonins. Tarragona.
- 1970 Exposició Artistes Tarragonins. Avignon (França).
- 1970 Exposició “Concurs Nacional de Paisatges de Catalunya”. Barcelona.
- 1970 Exposició Artistes Tarragonins. Centre de Lectura. Reus.
- 1970 Exposició “X Medalla Maria Vilaltella”. Lleida.
- 1970 Exposició Nacional d'Art Contemporani. Barcelona.
- 1970 Exposició “Concurs d'Art Diputació de Girona”. Girona.
- 1970 Exposició Antològica del Curs Artístic Barceloní. Señal 70. Barcelona.
- 1970 I Biennal Nacional de Pintura “Fèlix Adelantado”. Saragossa.
- 1971 I Biennal de Pintura Ciutat de Zamora. Zamora.
- 1971 II Biennal de Pintura “Bilbao”. Bilbao.
- 1971 Selecció de la Segona Biennal de Pintura “Bilbao”. Barcelona.
- 1971 Exposició “Concurs Vila Palamós” Palamós (Girona).
- 1971 Exposició “Premis de Pintura i Gravat Ciutat de Barcelona 1971”
- 1971 Exposició “Club Integral Mixt”. Tarragona.
- 1972 Exposició Concurs Nacional de Pintura. Oviedo.
- 1972 III Biennal Nacional. Excma. Diputació Provincial. Tarragona.
- 1973 Exposició “Premis de Pintura i Gravat ciutat de Barcelona”.
- 1975 III Saló de Maig. Galeria Anquin's. Reus.
- 1976 Exposició “IX Premi Ciutat de Balaguer”. Balaguer (Lleida).
- 1976 Exposició “Medalla Jaume Morera y Galícia”. Lleida.
- 1976 I Saló d'Artistes Provincials. Galeria Contrast. Reus.
- 1976 Exposició “II Biennal Nacional de Pintura”. Osca.
- 1978 Exposició Artistes Locals. Galeria Arimany. Tarragona.